# 컴퓨터 스테레오 비전
컴퓨터 스테레오 비전은 양안시 정보를 이용해서 3차원 정보를 얻는 컴퓨터 비전이다. 어떤 픽셀과 어떤 픽셀이 맞는지 맞추는 정합 과정을 통해 구하는데 NP-완전 문제라 모든 경우의 수를 비교하는 것은 불가능하다.

## 같이 보기
- 점구름
- 바늘구멍 사진기
- 삼각측량법
- 오토스테레오스코피
- 삼각측량 (컴퓨터 비전)